# Topaz 1700
Topaz 1700 (auch Topaz 1700 Neptun bzw. CV Topaz 1700 Neptun) bezeichnet einen Containerschiffstyp, von dem zwischen 2014 und 2020 über zwanzig Einheiten von verschiedenen Reedereien in Fahrt gesetzt wurden.

## Geschichte
Der Schiffstyp wurde zwischen 2011 und 2020 auf der chinesischen Werft Zhejiang Ouhua Shipbuilding Co. in Zhoushan gebaut. Von den über 20 gebauten Schiffen entstanden unter anderem 15 für die Reederei Nord in Hamburg, sechs für die Reederei Mandarin Shipping in Hongkong und zwei Einheiten an die Reederei CMA CGM in Marseille. Ein Teil der Schiffe wurde später verkauft. Mandarin Shipping verkaufte eins der Schiffe noch während der Bauphase an die algerische Reederei CNAN Med.
Der Schiffsentwurf stammte von Neptun Ship Design in Rostock.
In einer 2019 vorgestellten Studie von MAN Energy Solutions, DNV GL und Corvus Energy wurde der Schiffstyp als Referenz für ein Containerfeederschiff mit hybrider Antriebstechnik verwendet.

## Beschreibung
Die Schiffe werden von einem Zweitakt-Sechszylinder-Dieselmotor des Typs MAN 6S60ME-B8.2 mit 14.280 kW Leistung angetrieben. Der Motor wirkt über ein Untersetzungsgetriebe auf einen Festpropeller. Die Schiffe sind mit einem mit 950 kW Leistung angetriebenen Bugstrahlruder ausgestattet. Der Schiffsentwurf war zusätzlich mit einem mit 800 kW Leistung angetriebenen Heckstrahlruder konzipiert, die Schiffe wurden jedoch ohne Heckstrahlruder gebaut. Für die Stromerzeugung stehen zwei von MAN-Dieselmotoren des Typs 8L21/31 mit jeweils 1.642 kW Leistung und zwei von MAN-Dieselmotoren des Typs 6L21/31 mit jeweils 1.254 kW Leistung angetriebene Generatoren zur Verfügung. Teilweise sind die Schiffe auch mit zwei von MAN-Dieselmotoren des Typs 8L21/31 und einem von einem MAN-Dieselmotor des Typs 6L21/31 angetriebenen Generatoren beschrieben. Außerdem wurde ein von einem Dieselmotor mit 175 kW Leistung angetriebener Notgenerator verbaut. Für den Antrieb des Notgenerators wurden verschiedene Motorentypen verwendet.
Die Schiffe verfügen über acht Laderäume mit Cellguides, die mit Pontonlukendeckeln verschlossen sind. Die Containerkapazität der Schiffe beträgt 1.730 TEU. Davon können 668 TEU in den Laderäumen und 1.062 TEU an Deck geladen werden. Bei homogener Beladung mit 14 t schweren Containern können 1.370 TEU geladen werden.
In den Laderäumen können jeweils zwei 20-Fuß-Container hintereinander, bis zu zehn Container nebeneinander und bis zu fünf Lagen übereinander geladen werden. An Deck können auf den Lukendeckeln elf Container nebeneinander und bis zu sechs Lagen übereinander geladen werden. Vor dem Deckshaus stehen an Deck zusätzliche Stellplätze für 40-Fuß-Container zur Verfügung. Sie sind teilweise unterschiedlich konfiguriert. Hier können entweder sechs oder sieben Lagen übereinander geladen werden. Für die unteren drei oder vier Lagen sind die Stellplätze mit Cellguides ausgestattet. Für Kühlcontainer stehen 350 Anschlüsse zur Verfügung, 130 unter und 220 an Deck.
Die Schiffe wurden größtenteils ohne eigenes Ladegeschirr gebaut. Einige der Schiffe wurden mit zwei mittschiffs angeordneten MacGregor-Kranen ausgestattet, die jeweils 45 t heben können, darunter fünf der für die Reederei Mandarin Shipping gebauten Einheiten.
Die Decksaufbauten befinden sich im hinteren Bereich der Schiffe. An Bord können 25 Personen untergebracht werden. Hinter dem Deckshaus befindet sich auf der Backbordseite ein Freifallrettungsboot.

## Schiffe
| Topaz 1700      | Topaz 1700 | Topaz 1700 | Topaz 1700                                             | Topaz 1700                                                                  |
| Bauname         | Baunummer  | IMO-Nummer | Kiellegung Stapellauf Ablieferung                      | Spätere Namen und Verbleib                                                  |
| --------------- | ---------- | ---------- | ------------------------------------------------------ | --------------------------------------------------------------------------- |
| Nordlion        | 650        | 9626235    | 30. November 2011 14. Mai 2014                         |                                                                             |
| Nordtiger       | 651        | 9626247    | 30. November 2011 30. Juni 2014                        |                                                                             |
| Nordpuma        | 652        | 9626259    | 30. November 2011 16. Januar 2015                      |                                                                             |
| Nordleopard     | 653        | 9626261    | 30. November 2011 5. Februar 2015                      | 2017: St. John Box, 2018: Nordleopard                                       |
| Erika E         | 658        | 9673630    | 30. November 2011 7. November 2014                     | in Dienst gestellt als Nordcheetah, 2017: Josita B, 2024: Seaboard Gardenia |
| Iris E          | 659        | 9673642    | 30. November 2011 26. September 2014                   | in Dienst gestellt als Nordocelot, 2024: Spirit of Bertram                  |
| Kriti Sea       | 660        | 9678630    | 30. November 2011 3. April 2014 14. August 2014        | in Dienst gestellt als X-Press Nuptse                                       |
| Kriti Rock      | 661        | 9678642    | 30. November 2011 25. September 2014                   | in Dienst gestellt als X-Press Lhotse                                       |
| Nordpanther     | 662        | 9673654    | 30. November 2011 1. Dezember 2014                     |                                                                             |
| Nordluchs       | 663        | 9673666    | 30. November 2011 11. Dezember 2014                    | 2017: Violeta B                                                             |
| Nordviolet      | 687        | 9744659    | 23. Dezember 2014 19. November 2015                    | 2021: X-Press Nilwala                                                       |
| Nordemilia      | 688        | 9744661    | 23. Dezember 2014 28. September 2015 21. Januar 2016   | 2021: TS Laemchabang, 2023: Elizabeth Fortune, 2024: Andrei Titov           |
| Nordclaire      | 689        | 9744673    | 23. Dezember 2014 28. November 2015 21. März 2016      | 2021: TS Haiphong, 2023: Victoria Fortune                                   |
| Nordlili        | 690        | 9744685    | 23. Dezember 2014 31. Dezember 2015 17. Mai 2016       | 2021: X-Press Mahaweli, 2022: Mahaweli, 2024: Tiger Plata                   |
| Mount Butler    | 696        | 9760586    | 5. Juni 2015 2. Dezember 2015 25. Februar 2016         | 2022: CNC Pluto                                                             |
| Mount Cameron   | 697        | 9760598    | 8. Juni 2015 10. Januar 2016 23. Mai 2016              |                                                                             |
| Mount Gough     | 698        | 9760603    | 12. Juni 2015 12. April 2016 26. Oktober 2016          | 2022: CNC Mercury, 2023: APL Eagle                                          |
| Mount Hallowes  | 699        | 9760615    | 2017                                                   | in Dienst gestellt als Tamanrasset                                          |
| Mount Kellet    | 707        | 9760627    | 18. Juni 2015 8. April 2017 12. Juli 2017              | 2022: CNC Uranus                                                            |
| Mount Nicholson | 708        | 9760639    | 19. Juni 2015 7. Juni 2017 17. Oktober 2017            | 2022: X-Press Dhaulagiri                                                    |
| Nordmargherita  | 711        | 9757541    | 23. Dezember 2014 19. Juli 2017 23. Januar 2018        | 2021: TS Kwangyang                                                          |
| Nordeva         | 712        | 9757553    | 23. Dezember 2014 22. Dezember 2017 10. September 2020 | 2020: Yangtze Wuxi, 2020: Interasia Pursuit                                 |
| Nordalessandra  | 713        | 9757565    | 23. Dezember 2014 23. Juni 2020 27. Oktober 2020       | in Dienst gestellt als Interasia Vision                                     |
| Kuo Long        | 720        | 9796509    | 9. Juni 2015 12. September 2016 9. Januar 2017         |                                                                             |
| Kuo Lin         | 721        | 9796511    | 22. Juni 2015 30. Dezember 2016 19. April 2017         |                                                                             |